# Lasse Flø
Lasse Flø Borregaard (* 15. Oktober 2005) ist ein dänischer Fußballspieler. Der rechte Außenverteidiger spielt seit seiner Kindheit für Vejle BK und ist zudem dänischer Nachwuchsnationalspieler.

## Karriere im Fußball

### Laufbahn im Vereinsfußball
Lasse Flø spielte Fußball zunächst bei Rask Mølle OI und bei Hedensted IF, bevor er als U13-Spieler in die Akademie von Vejle BK wechselte. Er kam am 27. Mai 2023 schließlich im Alter von 17 Jahren zu seinem Profidebüt, als er beim 1:1-Unentschieden in der Aufstiegsrunde in der zweiten Liga beim FC Helsingør in der 62. Minute für den ehemaligen Bundesligaprofi von Hannover 96, Miiko Albornoz, eingewechselt wurde. Flø stieg mit Vejle BK schließlich zum Saisonende in die Superliga auf und konnte dort mit seinem Verein den Klassenerhalt schaffen, allerdings kam er während der ganzen Saison zu keinem Einsatz, sondern sammelte Spielpraxis in der U19. Im Mai 2024 erhielt er einen Vertrag mit einer Laufzeit bis 2026.

### Nationalmannschaft
Lasse Flø ist dänischer Nachwuchsnationalspieler und kam für die Skandinavier in den Altersklassen U18 und U19 zum Einsatz. Mit der U19-Nationalmannschaft nahm er an der U19-Europameisterschaft 2024 in Nordirland teil, wo die Dänen als Gruppenletzter ausschieden. Dabei kam er in den Spielen gegen Spanien und gegen die Türkei zum Einsatz.